# 1999年朝鮮民主主義人民共和國地方選舉
朝鮮民主主義人民共和國第十六屆的地方選舉在1999年3月7日舉行，以選出全國29,442個道、市、郡及邑的「人民代表」。最終，本屆的投票率為99.9%，參選人當選率達100%。值得一提的是，本屆選舉與上次的選舉相距6年，而非過去的兩年一屆。

## 資料來源
1. ↑  East Gate Book (2003) North Korea Handbook: Yonhap News Agency Seoul, p126 ISBN 0765610043